# کامیانکی لاتسکیه
کامیانکی لاتسکیه (به لهستانی:  Kamianki Lackie) یک روستا در لهستان است که در گمینا پژسمکی واقع شده‌است.